# Oldřichovice (Třinec)
Oldřichovice (polnisch Oldrzychowice, deutsch Oldrzichowitz) ist ein Ortsteil der Stadt Třinec in Tschechien. Er liegt vier Kilometer südlich des Stadtzentrums von Třinec und gehört zum Okres Frýdek-Místek.

## Geographie
Oldřichovice befindet sich im Beskidenvorland am Flüsschen Tyrka. Südlich erheben sich der Malý Kozinec (653 m) und der Malý Javorový (945 m).
Nachbarorte sind Závist im Norden, Lyžbice im Nordosten, Vendryně und Karpentná im Osten, Zaolší, Do Olše und Do Madry im Südosten, Podgrúň und Tyra im Süden, Podvrch im Südwesten, Rovňa, Rovné und Guty im Westen sowie Záhůří, Vrchy und Nebory im Nordwesten.

## Geschichte
Die erste schriftliche Erwähnung von Oldřichovice erfolgte 1305 im Zehntregister des Bistums Breslau. Besitzer des Ortes war lange Zeit die Teschener Kammer. 1619 bestand Oldřichovice aus 45 Anwesen. Die Bewohner waren evangelisch und nach Guty gepfarrt. Nach dem Dreißigjährigen Krieg setzte die Rekatholisierung ein. Ab 1644 kam die neu entstandene Pasekarensiedlung Tyra zum Kataster von Oldřichovice. Bis zum Josefinischen Toleranzpatent versammelte sich der Teil der Einwohner, der der evangelischen Konfession treu geblieben war, heimlich auf dem Godula. Nach der Beendigung des Staatskatholizismus entstand 1782  wieder eine  evangelische Gemeinde, die sich der Pfarre Bystřice anschloss.

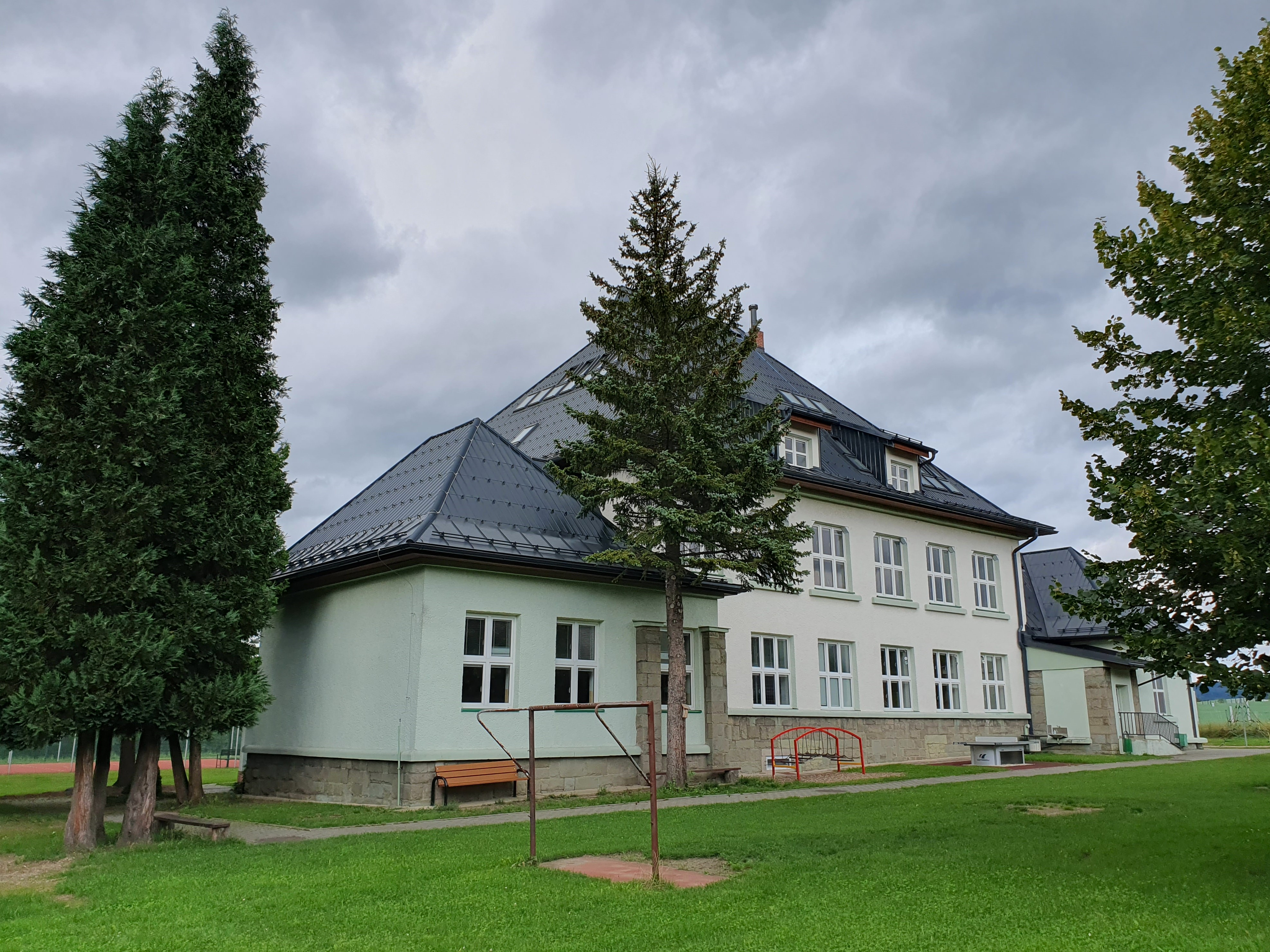
Schulgebäude

Nach der Aufhebung der Patrimonialherrschaften bildete Oldrzichowitz ab 1850 eine Gemeinde im Bezirk Teschen. 1869 entstand ein gemauertes Schulhaus, das einen hölzernen Vorgängerbau ersetzte.
Nach der Gründung der Tschechoslowakei gehörte der Ort im Olsagebiet zu den Streitgegenständen im Polnisch-Tschechoslowakischen Grenzkrieg. Ab 1920 war Oldrichowitz Teil des Bezirkes Český Těšín. Nach dem Münchner Abkommen kam Oldrzychowice 1938 zu Polen und nach der Eroberung durch das Deutsche Reich gehörte Oldrzichowitz  von 1939 bis 1945 zum Landkreis Teschen. Nach dem Ende des Zweiten Weltkrieges kam der Ort zur Tschechoslowakei zurück. Nach der Auflösung des Okres Český Těšín kam der Ort mit Beginn des Jahres 1961 zum Okres Frýdek-Místek. 1980 erfolgte die Eingemeindung nach Třinec. Bis 1994 wurde das Dorf offiziell als Stadtteil Třinec IX-Oldřichovice geführt. 1991 hatte der Ort 2794 Einwohner. Im Jahre 2001 bestand das Dorf aus 754 Wohnhäusern, in denen 3063 Menschen lebten.

## Sehenswürdigkeiten
- evangelische Kapelle in Podgrúň, erbaut 1899